# Коломан Трчка
Коломан Трчка (Велики Бечкерек (данашњи Зрењанин), 23. јануар 1909 — 19. децембар 2000) југословенски је трговац, планинар и фотограф.

## Биографија
Рођен је у Великом Бечкереку (данашњем Зрењанину) где је и завршио Трговачку академију.
Од 1927. године је радио као службеник у чехословачком предузећу за израду обуће Бата у Злину. Почетком тридесетих година је учествовао у оснивању и организацији фабрике Бата у југословенском Борову. Од 1939. године живео је и радио у Борову, а након Другог светског рата се преселио са породицом у Београд.
Од 1946. године био је запослен у предузећу Центротекстил Београд које у наредном периоду доприноси експанзији кожарске индустрије у Југославији. Седамдесетих година је био ангажован као стручњак Организације за индустријски развој Уједињених нација на пројекту успостављања индустрије кожних производа у Етиопији. Честа путовања су била саставни део посла Коломана Трчке, који је од тридесетих до седамдесетих година 20. века обишао многе земље Европе, Африке, Блиског истока, Кину, Индију, Пакистан и неке од земаља Јужне и Северне Америке.
Као аматер на пољу фотографије, Коломан Трчка је био посвећени хроничар свог времена и плодан стваралац. Фотографијом се највише бавио тридесетих година, нарочито у својим првим сусретима са источном Африком. У каснијем периоду је мање снимао, а више се посветио колекционирању предмета током својих путовања у западну, централну и источну Африку и упознавању афричке културе и стваралаштва на основу музејских изложби у градовима Америке и Европе, и на основу литературе. Део предмета из афричке збирке Коломана Трчке откупљен је за фонд Музеја афричке уметности у Београду.
Коломан Трчка је постигао значајан планинарски подухват — попео се на Кибо, највиши врх Килиманџара, 4. марта 1939. године. На основу досадашњих сазнања, Коломан Трчка је био први Југословен који је постигао овај успех.